# Jordi Codina
Pour les articles homonymes, voir Codina.
Jordi Codina Rodríguez est un footballeur espagnol, né le 27 avril 1982 à Barcelone, évoluant au poste de gardien de but.
Il a évolué dans la plupart des équipes de jeunes de l'Espanyol Barcelone avant d'être transféré en 2002 au Real Madrid Castilla. Peu à peu, il gravit les échelons jusqu'à être promu en été 2007, en équipe A du Real Madrid.
Il joue un seul match pour le Real lors de la saison 2007-2008, lors de la 38e et dernière journée de Liga, face à Levante (victoire du Real 5-2).
Lors du mercato d'été 2008-2009, il était annoncé du côté du Benfica Lisbonne. Il restera finalement au Real Madrid.
Lors du mercato d'été 2009-2010, il signe à Getafe pour 3 saisons.

## Palmarès
- Real Madrid
  - Vainqueur du Championnat d'Espagne : 2008